# John Wade
Robert John Wade (Harrinsonburg, 25 gennaio 1975) è un giocatore di football americano statunitense attualmente free agent.

## Nella NFL
Stagione 1998
Preso come 113a scelta dai Jacksonville Jaguars ha giocato 5 partite di cui nessuna da titolare.
Stagione 1999
Ha giocato 16 partite tutte quante da titolare.
Stagione 2000
Ha giocato solamente 2 partite e tutte e due da titolare.
Stagione 2001
Ha giocato 15 partite ma nessuna da titolare.
Stagione 2002
Ha giocato 16 partite tutte da titolare.
Stagione 2003
Passa ai Tampa Bay Buccaneers dove ha giocato 16 partite tutte da titolare.
Stagione 2004
Ha giocato 8 partite tutte da titolare.
Stagione 2005
Ha giocato 16 partite tutte da titolare.
Stagione 2006
Ha giocato 16 partite tutte da titolare.
Stagione 2007
Ha giocato 16 partite tutte da titolare.
Stagione 2008
Passa agli Oakland Raiders dove gioca 5 partite di cui 4 da titolare.
Stagione 2009
Durante la preseason si fa male, il 5 settembre i Raiders accettano un accordo sull'infortunio mettendo il giocatore nelle riserve. Chiude la stagione senza mai giocare una partita.
Stagione 2010
È diventato unrestricted free agent.

## Vittorie e premi
Nessuno.